# Biên Hòa (thành phố)
Biên Hòa là thành phố tỉnh lỵ cũ của tỉnh Đồng Nai thuộc vùng Đông Nam Bộ, Việt Nam.

## Địa lý

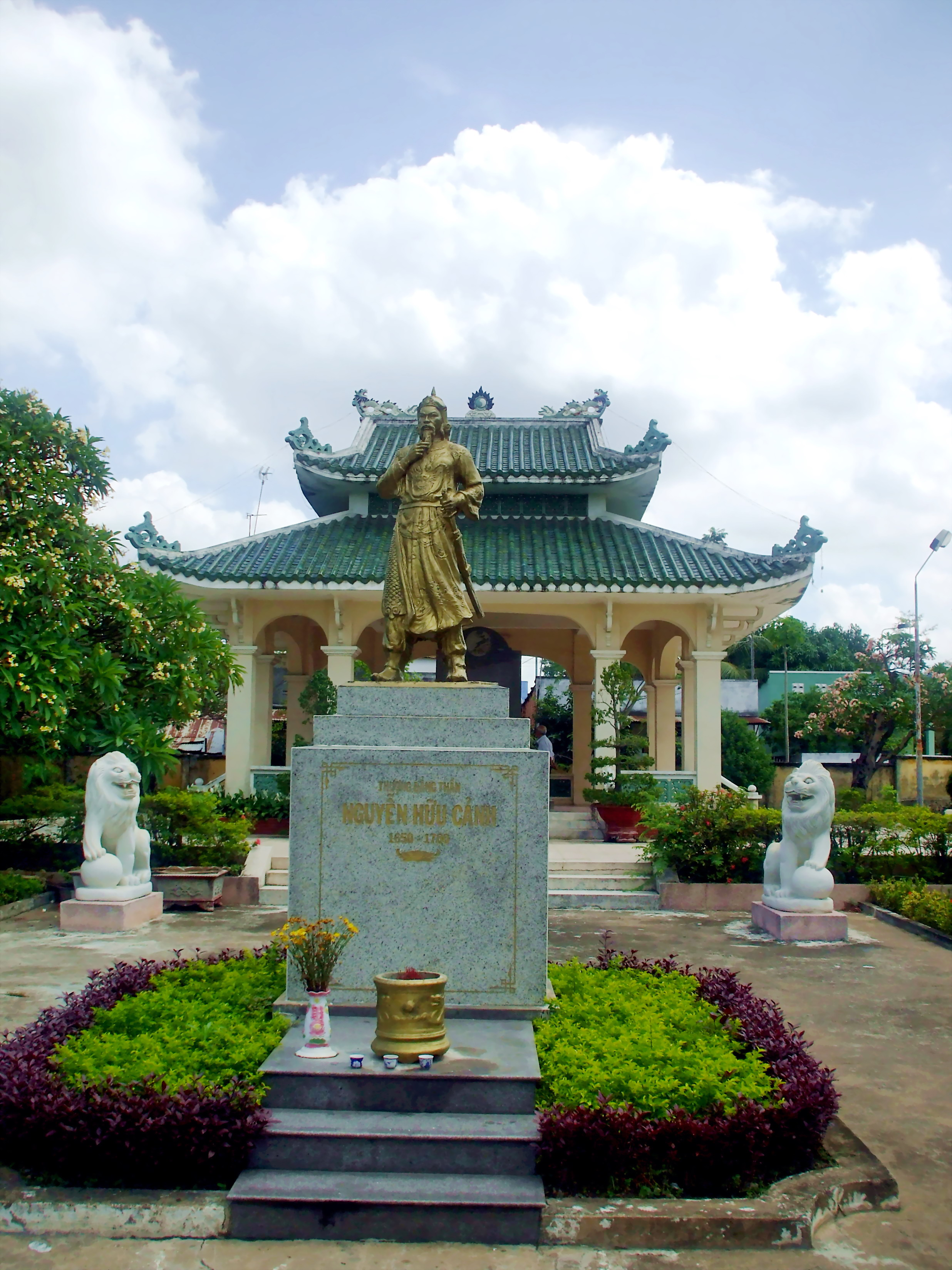
Tượng Nguyễn Hữu Cảnh tại đền thờ ông ở Văn miếu Trấn Biên

### Vị trí địa lý
Thành phố Biên Hòa nằm ở phía tây của tỉnh Đồng Nai, có vị trí địa lý:
- Phía đông giáp huyện Trảng Bom
- Phía tây giáp thành phố Thủ Đức, Thành phố Hồ Chí Minh và thành phố Dĩ An, tỉnh Bình Dương
- Phía nam giáp huyện Long Thành
- Phía bắc giáp huyện Vĩnh Cửu và thành phố Tân Uyên, tỉnh Bình Dương.

### Điều kiện tự nhiên
Do nằm trong khu vực Đông Nam Bộ nên chịu ảnh hưởng của khí hậu nhiệt đới gió mùa chung của toàn khu vực gồm 2 mùa rõ rệt gồm mùa mưa và mùa khô. Mùa mưa thường bắt đầu từ tháng 5 và kéo dài đến tháng 10, mùa khô thường bắt đầu từ tháng 11 đến tháng 4 năm sau. Nhiệt độ trung bình trong năm từ khoảng 25,4 °C đến 27,2 °C.

## Hành chính
Thành phố Biên Hòa có 25 đơn vị hành chính cấp xã trực thuộc, bao gồm 24 phường: An Bình, An Hòa, Bình Đa, Bửu Hòa, Bửu Long, Hiệp Hòa, Hóa An, Hố Nai, Long Bình, Long Bình Tân, Phước Tân, Quang Vinh, Tam Hiệp, Tam Phước, Tân Biên, Tân Hạnh, Tân Hòa, Tân Hiệp, Tân Mai, Tân Phong, Tân Vạn, Thống Nhất, Trảng Dài, Trung Dũng và xã Long Hưng.

## Lịch sử
Trong Đại Nam nhất thống chí của Quốc sử quán (triều Nguyễn), Hoàng Minh Trí cho là đất Biên Hòa xưa là lãnh thổ nước Bà Lỵ (Bà Lị) và nước Thù Nại, những tiểu quốc cổ nằm ở phía Đông Nam nước Chiêm Thành, nay là vùng đất Bà Rịa – Vũng Tàu và Đồng Nai. Về sau, khi Chân Lạp lớn mạnh đều bị Chân Lạp thôn tính. Trước khi bị thực dân Pháp đô hộ, Biên Hòa là trung tâm của toàn bộ miền Nam với tên gọi Trấn Biên.
Năm 1808, dinh Trấn Biên đổi tên thành Trấn Biên Hòa, lỵ sở tại thôn Phước Lư, huyện Phước Long.
Năm 1832, Trấn Biên Hòa được đổi thành tỉnh Biên Hòa, lỵ sở dời về thôn Tân Lân, huyện Phước Chánh.
Năm 1876, thực dân Pháp chia tỉnh Biên Hòa thành 3 hạt tham biện: Biên Hòa, Thủ Dầu Một và Bà Rịa. Đến năm 1900, các hạt tham biện đổi thành tỉnh. Tỉnh lỵ tỉnh Biên Hòa thuộc làng Bình Trước, tổng Phước Vĩnh Thượng, quận Châu Thành.
Năm 1948, Ủy ban kháng chiến hành chính Nam Bộ quyết định chia huyện Châu Thành, tỉnh Biên Hòa thành hai đơn vị là thị xã Biên Hòa và huyện Vĩnh Cửu:
- Thị xã Biên Hòa gồm xã Bình Trước với 5 khu nội ô và 8 ấp vùng ven là Tân Lân, Lân Thành, Lân Thị, Phước Lư, Vinh Thạnh, Bàu Hang, Đồng Lách, Sông Mây (từ chợ Biên Hòa lên đến Trảng Bom),
- Huyện Vĩnh Cửu gồm các xã còn lại của huyện Châu Thành là: Hiệp Hòa, Tam Hiệp, Bửu Hòa, Tân Vạn, Hóa An, Tân Hạnh, Bình Trị, Tân Hiệp, Tân Phong, Bửu Long, Tân Thành, Bình Hòa, Bình Ý, Bình Thạnh, Tân Triều, Bình Phước, Lợi Hòa, Bình Long, Thiện Tân, Đại An, Tân Định.

Ngày 22 tháng 10 năm 1956, chính quyền Việt Nam Cộng hòa tách đất tỉnh Biên Hòa lập thêm 2 tỉnh Long Khánh, Phước Long. Sau năm 1956, các làng gọi là xã; tỉnh lỵ tỉnh Biên Hòa thuộc xã Bình Trước, quận Châu Thành. Đến năm 1963, quận Châu Thành đổi tên thành quận Đức Tu, gồm 9 xã: Bình Trước, Bùi Tiếng, Bửu Long, Hiệp Hòa, Long Bình, Tam Hiệp, Tân Ba, Tân Hạnh, Tân Vạn; quận lỵ đặt tại xã Bình Trước. Các xã được giữ nguyên cho đến năm 1975.
Sau năm 1975, 3 tỉnh Biên Hòa, Long Khánh, Phước Tuy hợp nhất thành tỉnh Đồng Nai, tỉnh lỵ đặt tại thị xã Biên Hòa.
Năm 1976, thị xã Biên Hòa được nâng cấp thành thành phố Biên Hòa - đô thị loại III, thuộc tỉnh Đồng Nai, gồm 11 phường: An Bình, Hòa Bình, Quang Vinh, Quyết Thắng, Tam Hiệp, Tam Hòa, Tân Mai, Tân Tiến, Thanh Bình, Thống Nhất, Trung Dũng và 9 xã: Bửu Hòa, Bửu Long, Hiệp Hòa, Hóa An, Long Bình Tân, Tân Hạnh, Tân Phong, Tân Thành, Tân Vạn.
Ngày 23 tháng 10 năm 1978, chuyển 2 xã Hố Nai 1 và Hố Nai 2 thuộc huyện Thống Nhất về thành phố Biên Hòa quản lý và đổi thành 2 phường có tên tương ứng.
Ngày 17 tháng 1 năm 1984, chia phường Hố Nai 2 thành 2 phường: Tân Biên và Tân Hòa; hợp nhất 2 xã: Bửu Long và Tân Thành thành xã Tân Bửu; chuyển 2 xã Tân Phong và Tân Vạn thành 2 phường có tên tương ứng.
Ngày 28 tháng 12 năm 1984, chuyển xã Bửu Hòa thành phường Bửu Hòa.
Ngày 8 tháng 6 năm 1988, chia phường Tam Hòa thành 2 phường: Tam Hòa và Bình Đa.
Ngày 10 tháng 5 năm 1993, thành phố Biên Hòa được công nhận là đô thị loại II.
Ngày 29 tháng 8 năm 1994, chuyển xã Tân Bửu thành phường Bửu Long; chuyển xã Long Bình Tân thành phường Long Bình Tân; chia phường Tam Hòa thành 2 phường: Tam Hòa và Long Bình; thành lập phường Tân Hiệp trên cơ sở điều chỉnh một phần diện tích và dân số của các phường Tam Hòa, Tam Hiệp và Tân Tiến; chia phường Tân Phong thành 2 phường: Tân Phong và Trảng Dài. Sau khi điều chỉnh, thành phố có 23 phường và 3 xã.
Năm 1996, đổi tên phường Hố Nai 1 thành phường Hố Nai.

Bản đồ hành chính thành phố Biên Hòa

Ngày 5 tháng 2 năm 2010, Chính phủ ban hành Nghị quyết số 05/NQ-CP. Theo đó, chuyển 4 xã: An Hòa, Long Hưng, Phước Tân, Tam Phước thuộc huyện Long Thành về thành phố Biên Hòa quản lý.
Sau khi điều chỉnh mở rộng địa giới hành chính, thành phố Biên Hòa có 30 đơn vị hành chính cấp xã trực thuộc, gồm 23 phường và 7 xã.
Ngày 30 tháng 12 năm 2015, Thủ tướng Chính phủ ban hành Quyết định số 2488/QĐ-TTg công nhận Biên Hòa là đô thị loại I thuộc tỉnh Đồng Nai. Như vậy Biên Hòa là đô thị loại I thứ hai của khu vực Đông Nam Bộ, sau thành phố Vũng Tàu.
Ngày 10 tháng 5 năm 2019, Ủy ban thường vụ Quốc hội ban hành Nghị quyết 694/NQ-UBTVQH14 (nghị quyết có hiệu lực từ ngày 1 tháng 7 năm 2019). Theo đó, chuyển 6 xã: An Hòa, Hiệp Hòa, Hóa An, Phước Tân, Tam Phước, Tân Hạnh thành 6 phường có tên tương ứng. Thành phố Biên Hòa có 29 phường và 1 xã.
Kể từ ngày 10 tháng 5 năm 2022, Trụ sở Văn phòng HĐND-UBND thành phố Biên Hòa được di dời từ địa chí số 90 Hưng Đạo Vương, phường Thanh Bình, thành phố Biên Hòa sang địa chỉ số 225 Võ Thị Sáu, phường Thống Nhất, thành phố Biên Hòa (Tầng 02, Tòa nhà Trung tâm hành chính thành phố Biên Hòa)
Ngày 28 tháng 9 năm 2024, Ủy ban Thường vụ Quốc hội ban hành Nghị quyết số 1194/NQ-UBTVQH15 về việc sắp xếp đơn vị hành chính cấp xã của tỉnh Đồng Nai giai đoạn 2023 – 2025 (nghị quyết có hiệu lực từ ngày 1 tháng 11 năm 2024). Theo đó:
- Sáp nhập toàn bộ phường Hòa Bình và một phần khu phố 10 của phường Tân Phong vào phường Quang Vinh.
- Sáp nhập phường Thanh Bình, phường Quyết Thắng và phần còn lại của khu phố 10 của phường Tân Phong vào phường Trung Dũng.
- Sáp nhập phường Tân Tiến vào phường Tân Mai.
- Sáp nhập phường Tam Hòa vào phường Bình Đa.

Thành phố Biên Hòa có 24 phường và 1 xã như hiện nay.

## Kinh tế - xã hội

### Kinh tế
Biên Hòa có tiềm năng to lớn về phát triển kinh tế với nền đất lý tưởng, khí hậu thuận lợi cho việc xây dựng phát triển công nghiệp, có nguồn tài nguyên khoáng sản với trữ lượng khai thác đáng kể, nhất là tài nguyên khoáng sản về vật liệu xây dựng, thuận lợi về nguồn cung cấp điện, có nguồn nước dồi dào đủ cung cấp nhu cầu sản xuất và sinh hoạt (sông Đồng Nai), ngoài ra nguồn nhân lực với trình độ cao đã tăng cường nguồn lực con người cho yêu cầu phát triển công nghiệp hóa - hiện đại hóa.Về cơ cấu kinh tế, năm 2017 công nghiệp - xây dựng chiếm 64,08%; dịch vụ chiếm 35,84% và nông lâm nghiệp chiếm 0,08%. Tính đến năm 2018, GDP/đầu người của thành phố cao gấp hai lần GDP/đầu người của Việt Nam (khoảng 4.500 USD).
Hiện nay, trên địa bàn thành phố Biên Hòa đã và đang hình thành một số khu đô thị mới như: Biên Hòa Riverside Garden, Dreamland City, Hòa Bình Town, IDICO Hóa An,...

#### Công nghiệp
Thành phố này cũng là trung tâm công nghiệp quan trọng của cả nước. Biên Hòa có thế mạnh về công nghiệp và cũng là nơi đi tiên phong trong lĩnh vực Công nghiệp đầu tiên của cả nước với việc hình thành sớm KCN Biên Hòa I (năm 1967) - Khu kix nghệ Biên Hòa - Khu công nghiệp đầu tiên của cả nước sau ngày đất nước Thống Nhất.
Thành phố Biên Hòa hiện có 6 khu công nghiệp
- Khu công nghiệp Biên Hòa 1/Bien Hoa I Industrial Zone 335 ha
- Khu công nghiệp Biên Hòa 2/Bien Hoa II Industrial Zone: 365 ha
- Khu công nghiệp Amata/Amata industrial park 674 ha
- Khu công nghiệp Loteco/The Long Binh Industrial Zone Development: 100 ha
- Khu công nghiệp Agtex Long Bình/Agtex Long Binh Industrial Park - AGTEX 28: 43 ha
- Khu công nghiệp Tam Phước/Tam Phuoc Industrial Park: 323 ha.

Bên cạnh ngành công nghiệp hiện đại, hiện thành phố vẫn còn một vài cụm công nghiệp truyền thống, thủ công mĩ nghệ như:
- Cụm công nghiệp Gốm sứ Tân Hạnh: 32ha
- Cụm công nghiệp Dốc 47: 97ha
- Cụm công nghiệp chế biến gỗ Tân Hòa: 39ha
- Vùng thủ công mĩ nghệ đá Bửu Long
- Vùng sản xuất gốm Tân Vạn, Bửu Long, Hiệp Hòa
- Vùng sản xuất đồ gỗ và trang trí nội thất gồm Tân Hòa, Tân Biên

#### Tài chính - Thương mại
Tài chính ngân hàng cũng là thế mạnh kèm theo do sự phát triển công nghiệp mang lại, hằng năm tỉ trọng dịch vụ tài chính được nâng dần và thay thế cho công nghiệp, bước khởi đầu cho một thành phố phát triển của khu vực. Biên Hòa có hơn 39 hệ thống ngân hàng của các ngân hàng trong nước, ngân hàng 100% vốn nước ngoài, liên doanh, chi nhánh ngân hàng nước ngoài tại Việt Nam. Với hơn 51 chi nhánh (CN), 92 phòng giao dịch (PGD), 27 quỹ tiết kiệm (QTK), trên 300 máy ATM.
Ngành thương mại cũng là điểm sáng trong phát triển kinh tế, với hệ thống Trung tâm thương mại, siêu thị lớn của Big C, Mega Market, Co.op Mart, Lotte, Vincom Plaza... cùng một số hệ thống siêu thị Điện máy, Nội thất lớn, cửa hàng điện tử, điện thoại máy tính có uy tín cũng có mặt tại đây. Ngoài ra, các chợ truyền thống cũng là nét đặc trưng nơi đây, nhiều chợ khá nổi tiếng như Chợ Biên Hòa, Chợ Tân Hiệp, Chợ Long Bình,...
Những năm gần đây, các thương hiệu bán lẻ đã bắt đầu cạnh tranh, mở rộng thị trường, tính đến thời điểm 02/2023, Thành phố Biên Hòa có 25 cửa hàng Bách Hóa Xanh, 73 cửa hàng Winmart+, 10 cửa hàng Co.op food.

#### Nông lâm ngư nghiệp
Nền nông nghiệp hiện đại theo sự phát triển đô thị, với việc cung cấp rau sạch xanh quy mô lớn cho thị trường thành phố Biên Hòa và lân cận. Hệ thống rừng phòng hộ tại Thành phố 1 triệu dân này đang được chú trọng phát triển và bảo vệ vì đây là "lá phổi xanh" nằm rải rác ở phường Tân Biên và phường Phước Tân. Về thủy sản, thành phố cũng còn một vài phường xã ven sông có bè cá.

### Xã hội

#### Giáo dục
Do vị trí gần Thành phố Hồ Chí Minh, trung tâm giáo dục của cả nước nên vì vậy mà thành phố Biên Hòa khá ít trường đại học và thêm nữa là trung tâm hành chính, chính trị, văn hóa, kinh tế, giáo dục của tỉnh Đồng Nai nên các trường đại học, cao đẳng và trung cấp chuyên nghiệp của Đồng Nai hầu như đều nằm ở Biên Hòa. Ngược lại, thành phố Biên Hòa có rất nhiều trường THPT, THCS, TH và phân bố ở rất nhiều khu vực trong thành phố phục vụ cho nhu cầu dân số quá tải của thành phố Biên Hòa. Tuy nhiên hiện nay do dân số tăng đột biến nên những năm gần đây có một số trường tiểu học phải học ca 3, đây là vấn đề nan giải của ngành giáo dục Biên Hòa. Dân số như hiện nay đang là thách thức không chỉ của ngành giáo dục mà còn là vấn đề cho các ban ngành và Ủy ban Nhân dân Thành phố.
Thành phố ngày càng phát triển đã sinh ra nhiều Hệ thống trường dân lập liên cấp theo tiêu chuẩn chất lượng đào tạo tương đương các trường công lập và theo chuẩn quốc tế để đáp ứng cho nhu cầu học tập cho học sinh trên địa bàn thành phố Biên Hòa.
Hiện thành phố có trường Đại học:
- Đại học Đồng Nai
- Đại học Lạc Hồng
- Đại học Công nghệ Đồng Nai
- Đại học Nguyễn Huệ
- Đại học Mở TP.HCM (Cơ sở Biên Hòa)
- Đại học Tài nguyên và Môi trường TP.HCM (Cơ sở Biên Hòa)

Ngoài ra thành phố có các trường Cao đẳng lớn:
- Cao đẳng Hòa Bình Xuân Lộc
- Cao đẳng Kỹ thuật Đồng Nai
- Cao đẳng Y tế Đồng Nai (Đề án nâng cấp lên Đại học Y dược Đồng Nai)
- Cao đẳng Mỹ thuật Trang trí Đồng Nai (Đề án nâng cấp lên Đại học Mỹ thuật Đồng Nai)
- Cao đẳng Công nghệ và quản trị Sonadezi (Đề án nâng cấp lên Đại học Sonadezi)
- Cao đẳng nghề Số 8.

#### Y tế
Thành phố có 30 trạm y tế của 30 phường xã được xây dựng và trang bị hiện đại phục vụ nhân dân tại các phường xã trong thành phố và Trung tâm y tế Thành phố Biên Hòa với hơn 8000 giường bệnh. Bên cạnh đó, một số Bệnh viện lớn của nhà nước đã hình thành và phát triển như:
- Đa Khoa Đồng Nai[17]: Là bệnh viện hạng I tuyến tỉnh, quy mô 1400 giường.
- Đa Khoa Thống Nhất[18]: Là bệnh viện hạng I tuyến tỉnh, quy mô 1000 giường.
- Nhi Đồng Đồng Nai[19]:  Là bệnh viện hạng II tuyến tỉnh, quy mô 740 giường bệnh nội trú.
- Đa Khoa Biên Hòa: 100 giường.
- Y Dược Cổ truyền Đồng Nai: 150 giường
- Da Liễu Đồng Nai: 100 giường
- Phổi Đồng Nai: 150 giường
- Đa Khoa 7B: 600 giường
- Tâm thần Trung ương 2: 1200 giường

Ngoài ra, một số Bệnh viện ngoài công lập đã hình thành và phát triển:
- Quốc tế Hoàn Mỹ Đồng Nai (Tập đoàn Y khoa Hoàn Mỹ): 400 giường
- Quốc tế Chấn Thương Chỉnh Hình ITO Sài Gòn-Đồng Nai (Tập đoàn Y khoa Hoàn Mỹ): 160 giường
- Đa Khoa Tâm Hồng Phước: 120 giường
- Phụ sản Âu Cơ Biên Hòa: 80 giường
- Phụ sản Nhi Đa Khoa Sài Gòn-Đồng Nai
- Chuyên khoa Răng Hàm Mặt Việt Anh Đức: 21 giường
- Đa khoa ShingMark: 1500 giường
- Đa khoa Lê Quý Đôn (đang xây dựng): 500 giường.

## Dân số
Biên Hòa là thành phố thuộc tỉnh có dân số đông nhất cả nước, tương đương với 2 thành phố trực thuộc trung ương là Đà Nẵng và Cần Thơ và cao hơn dân số của 37 tỉnh, thành phố trực thuộc trung ương.
Dân số thành phố tính đến năm 2019 là 1.055.414 người.
Dân số thành phố tính đến hết năm 2022 là 1.272.235 người.
Dân tộc thiểu số có 2.648 hộ với 11.946 người chiếm tỷ lệ 1.09% gồm 19 dân tộc: Hoa, Tày, Khmer, Dao, Thái, Mường, Nùng, Chơro, Giarai, H'Mông, Mạ, Thổ, Chay, Sán Dìu, X'Tiêng, Chăm, Êđê, Giáy, Cơho.
Đặc điểm dân cư thành phố Biên Hòa đa dạng là do sự di cư đến đây sinh sống lao động và làm việc. Về thành phần tôn giáo, bao gồm Phật giáo, Công giáo, Tin Lành, Phật giáo Hòa Hảo, Đạo Cao Đài, Tịnh độ cư sĩ Phật hội Việt Nam, Hồi giáo,... Rất đông tín đồ Công giáo tập trung sinh sống ở phía Đông và Đông Bắc thành phố, quanh khu vực phường Hố Nai, tạo nên nét đặc trưng tôn giáo nơi đây.

## Du lịch

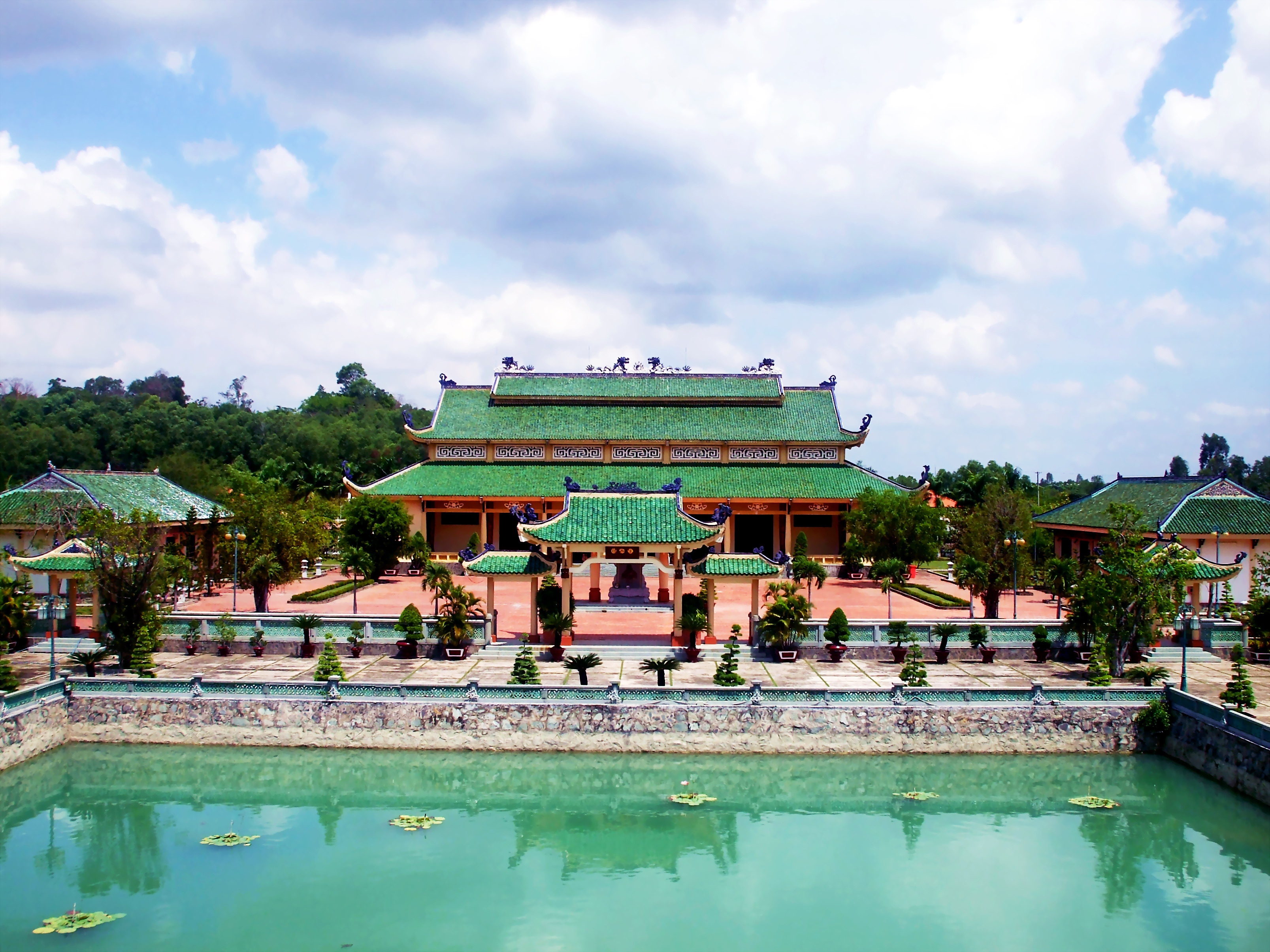
Từ hồ Tịnh Quang nhìn vào điện thờ chính trong khu Văn miếu Trấn Biên

Du lịch là tiềm năng kinh tế mang đậm chất một đô thị sông nước và cổ lâu đời, đặc điểm thiên nhiên sinh thái nơi đây cũng khá phong phú, tuy nhiên, do chưa có đề án phát triển du lịch nên nơi đây vẫn là một viên ngọc ẩn mình giữa sự phát triển công nghiệp.
- Khu du lịch Bửu Long – Vịnh Hạ Long trên cạn của miền Nam
- Khu du lịch văn hóa Sơn Tiên
- Khu du lịch Vườn Xoài
- Khu du lịch sinh thái Cù Lao Ba Xê.

Ngoài ra, các địa điểm tham quan, văn hóa, du lịch khác cũng khá phong phú:
- Cù lao Phố - phường cù lao giữa lòng Thành phố Biên Hòa cũng là một điểm du lịch khá phong phú và đặc sắc, với nhiều di tích lịch sử như: Chùa Ông, Đền thờ Nguyễn Hữu Cảnh, Chùa Đại Giác, Đình Bình Quan, Đình Bình Quới,...
- Chợ Biên Hòa – Đình Tân Lân – Thành cổ Biên Hòa
- Văn miếu Trấn Biên – Núi Bửu Long và các chùa cổ, tịnh thất, cốc quanh núi (Chùa Bửu Phong, Chùa Long Ẩn,..)
- Đền Hùng phường Bình Đa.

## Giao thông
Thành phố Biên Hòa là đô thị loại I là đầu mối giao thông quan trọng của vùng kinh tế trọng điểm phía Nam, có sông Đồng Nai chảy qua, cách thủ đô Hà Nội 1.684 km, cách trung tâm Thành phố Hồ Chí Minh 30 km, cách thành phố Vũng Tàu 90 km. Trên địa bàn thành phố có các tuyến quốc lộ như Quốc lộ 1 (chiều dài đi qua là 13 km), Quốc lộ 1K (chiều dài đi qua là 14 km và Quốc lộ 51 (chiều dài đi qua là 16 km).
Biên Hòa là đầu mối giao thông quan trọng của cả nước và là cửa ngõ quan trọng của Vùng kinh tế trọng điểm phía Nam. Trong tương lai, khi thành phố Biên Hòa trở thành thành phố trực thuộc Trung ương thì thành phố này sẽ là đầu mối giao thông cực kì quan trọng của cả nước, đầu tàu về giao thông đường bộ, đường sắt, đường hàng không, đường thủy, có 2 sân bay dân sự và quân sự lớn nhất Việt Nam (Sân bay Quân sự Biên Hòa, Sân bay Quốc tế Long Thành), Ga Biên Hòa - ga đường sắt lớn và tương đương với Ga Sài Gòn (nối tuyến đường sắt Thống Nhất và tuyến đường sắt Đông Tây), Mạng lưới cao tốc liên vùng, liên tỉnh, tuyến đường thủy phục vụ cho các cảng sông,...

### Giao thông đô thị
Khi Chính phủ quy hoạch vùng đô thị Thành phố Hồ Chí Minh, đã có nhiều câu hỏi đặt ra cho sự phát triển thật sự của Biên Hòa cũng như tỉnh Đồng Nai về hạ tầng giao thông do việc hình thành đô thị của Thành phố quá sớm (thành phố được quy hoạch từ thời pháp thuộc với quy mô dân số khoảng 200.000 – 300.000 người, tuy nhiên dân số Biên Hòa đã đạt ngưỡng 1 triệu người). Chính vì vậy, xác định được tầm quan trọng của giao thông Biên Hòa trong vai trò kinh tế cả nước. Đồng Nai bắt đầu quan tâm nhiều hơn các dự án giao thông tầm cỡ và đồng thời phát triển giao thông nội bộ từ đô thị về đến nông thôn và đặc biệt là thành phố Biên Hòa.
Là Đại công trường về Giao thông, Thành phố Biên Hòa đang sở hữu các dự án:
- Cao Tốc Biên Hòa-Vũng Tàu (kết nối Biên Hòa với Sân bay Long Thành và Thành phố Vũng Tàu; giảm tải cho QL51 sẽ mãn tải vào năm 2020)
- Đường Sắt Metro Bến Thành - Suối Tiên - Biên Hòa
- Đường Nguyễn Hữu Cảnh (trục trung tâm Thành phố)
- Hệ thống Cầu đường bộ Cù lao Phố kết nối giao thông đô thị, cầu Thống Nhất, cầu An Bình,..;
- Đường Hương Lộ 2 (kết nối Ngã 4 Vũng Tàu và trung tâm thành phố với Đường cao tốc TP.HCM - Long Thành - Dầu Giây),
- Tuyến đường nối 3 quốc lộ huyết mạch (QL.1, QL1K & QL51)
- Bờ kè & đường ven sông Cái - đường Trần Phú
- Bờ kè & đường ven sông Đồng Nai - đường Nguyễn Văn Trị nối dài (Cầu Hóa An đến Bến Đò Trạm)
- Nút giao thông ngã tư Kẻ Sặt - Bệnh viện Thống Nhất, Ngã tư Phát triển, Ngã tư Bồn Nước
- Nâng cấp mở rộng đường Bùi Văn Hòa
- Nâng cấp cải tạo xây dựng mới các tuyến đường trong trung tâm thành phố
- Tuyến Đường sắt Bắc Nam đoạn Trảng Bom - Hòa Hưng (xây mới ga Biên Hòa về phía nam tại phường Phước Tân) và kết nối tuyến đường sắt Biên Hòa - Vũng Tàu

Các dự án đã hoàn thành như: 
- Cầu Hóa An mới, Cầu Bửu Hòa, Cầu Hiệp Hòa, Đường Quốc lộ 1 tuyến tránh thành phố Biên Hòa (Võ Nguyên Giáp), Cầu Đồng Nai và tuyến 2 đầu cầu (Cầu vượt và hầm chui ngã Tư Vũng Tàu, Hầm chui ngã Tư Tam Hiệp, Cầu vượt ngã Tư Amata, Cầu vượt nút giao Tân Vạn, Hầm chui Tân Phong), Cầu Hóa An và tuyến 2 đầu cầu (Cầu vượt Ngã tư Cầu Mới và Ngã tư vòng xoay Hóa An), Cầu An Hảo, Đường Đặng Văn Trơn, Đường Điểu Xiển (Tuyến Chống ùn tắc QL.1 đoạn qua phường Tân Hòa)

Các tuyến trục chính, cửa ngõ ra vào thành phố triệu dân cũng được đầu tư xây dựng thúc đẩy sự phát triển kinh tế và hạ tầng đô thị: Quốc lộ 1 (Xa lộ Hà Nội),, Quốc lộ 1K (đường Nguyễn Ái Quốc), Quốc lộ 51, Trục đường Phạm Văn Thuận và đường Bùi Văn Hòa, Đường Huỳnh Văn Nghệ, Đường Đồng Khởi, Đường Võ Nguyên Giáp (tuyến tránh Quốc lộ 1), Đường Bùi Hữu Nghĩa, Trục đường Lê Văn Duyệt và đường Đặng Văn Trơn
Hệ thống đường sắt Thống Nhất chạy ngang qua Biên Hòa với 2 ga chính là: ga Hố Nai, ga Biên Hòa. Với 2 cầu đường sắt là cầu Ghềnh và cầu Rạch Cát; hai cầu này được xây dựng từ thời Pháp Thuộc đến nay và chỉ cho xe máy lưu thông sau nhiều sự kiện.

### Tên đường Biên Hòa trước năm 1975
- Đường Thành Thái nay là đường Huỳnh Văn Lũy.
- Đường Lê Văn Duyệt nay là đường Hoàng Minh Châu.
- Đường Trần Thượng Xuyên và Nguyễn Thái Học nay là đường Nguyễn Văn Trị.
- Đại lộ Trịnh Hoài Đức và Quốc lộ 1 nay là đường 30 tháng 4.
- Quốc lộ 1 nay là đường Hà Huy Giáp.
- Đường Nguyễn Hữu Cảnh và Hàm Nghi nay là đường Cách Mạng Tháng 8.
- Đường Lê Văn Lễ nay là đường Nguyễn Thị Hiền.
- Đường 4 và 5 cũ nay là đường Phan Trung và Trương Định.

### Đường hàng không
Sân bay Biên Hòa là một trong những sân bay quân sự lớn nhất nước. Cách Thành phố Hồ Chí Minh 30 km. Sân bay Biên Hòa đã từng là căn cứ không quân của Quân lực Việt Nam Cộng Hòa và Không lực Hoa Kỳ trong giai đoạn Chiến tranh Việt Nam.
Sau ngày 30 tháng 4 năm 1975, sân bay Biên Hòa được Không quân Nhân dân Việt Nam tiếp quản sử dụng quân sự. Đơn vị đóng quân: Trung đoàn không quân tiêm kích 935 (Đoàn Biên Hòa) thuộc sư đoàn 370 Biên chế trang bị sẵn sàng chiến đấu: Su 30 MK2V (đóng vai trò chủ lực), một số cường kích A37, tiêm kích F5.
Tháng 6 năm 2015, Quốc hội thông qua dự án Sân bay quốc tế Long Thành sẽ được xây dựng với công suất thiết kế 100 triệu hành khách và 5 triệu tấn hàng hóa mỗi năm. Sân bay nằm cách Thành phố Biên Hòa 20 km, sẽ tạo cho thuận lợi rất lớn đến đô thị công nghiệp triệu dân này.

### Đường thủy
Với hệ thống sông Đồng Nai chảy qua và hệ thống kênh rạch lớn ăn sâu vào đất liền nên hoạt đường thủy tại đây cũng khá thuận tiện. Hệ thống cảng Đồng Nai là hệ thống cảng nội địa lớn nhất trên lưu vực sông Đồng Nai.

## Kết nghĩa
- Thành phố Phủ Lý, tỉnh Hà Nam, Việt Nam
- Tỉnh Gyeongsangnam-do, Hàn Quốc
- Tỉnh Champasak, Lào.